# Педро Дельяча
Педро Дельяча (ісп. Pedro Dellacha, 9 липня 1926, Ланус — 31 липня 2010, Буенос-Айрес) — аргентинський футболіст, що грав на позиції захисника. Один з найкращих аргентинських захисників 1950-х років. По завершенні ігрової кар'єри — тренер.
Виступав, зокрема, за «Расінг» (Авельянеда), з яким виграв чемпіонат Аргентини, та «Некаксу», з якою став володарем Кубка Мексики, а також національну збірну Аргентини, у складі якої став дворазовим переможцем чемпіонату Південної Америки та учасником чемпіонату світу. Як тренер найбільших результатів досяг із клубом «Індепендьєнте» (Авельянеда), привівши його до чемпіонства Аргентини та двох перемог у Кубку Лібертадорес.

## Клубна кар'єра
У дорослому футболі дебютував 1947 року виступами за «Кільмес». У 1949 році, посівши перше місце в другому аргентинському дивізіоні, «Кільмес» вийшов у Прімеру аргентинського чемпіонату. Дельяча виступав за «Кільмес» до 1951 року, взявши участь у 141 матчі чемпіонату.

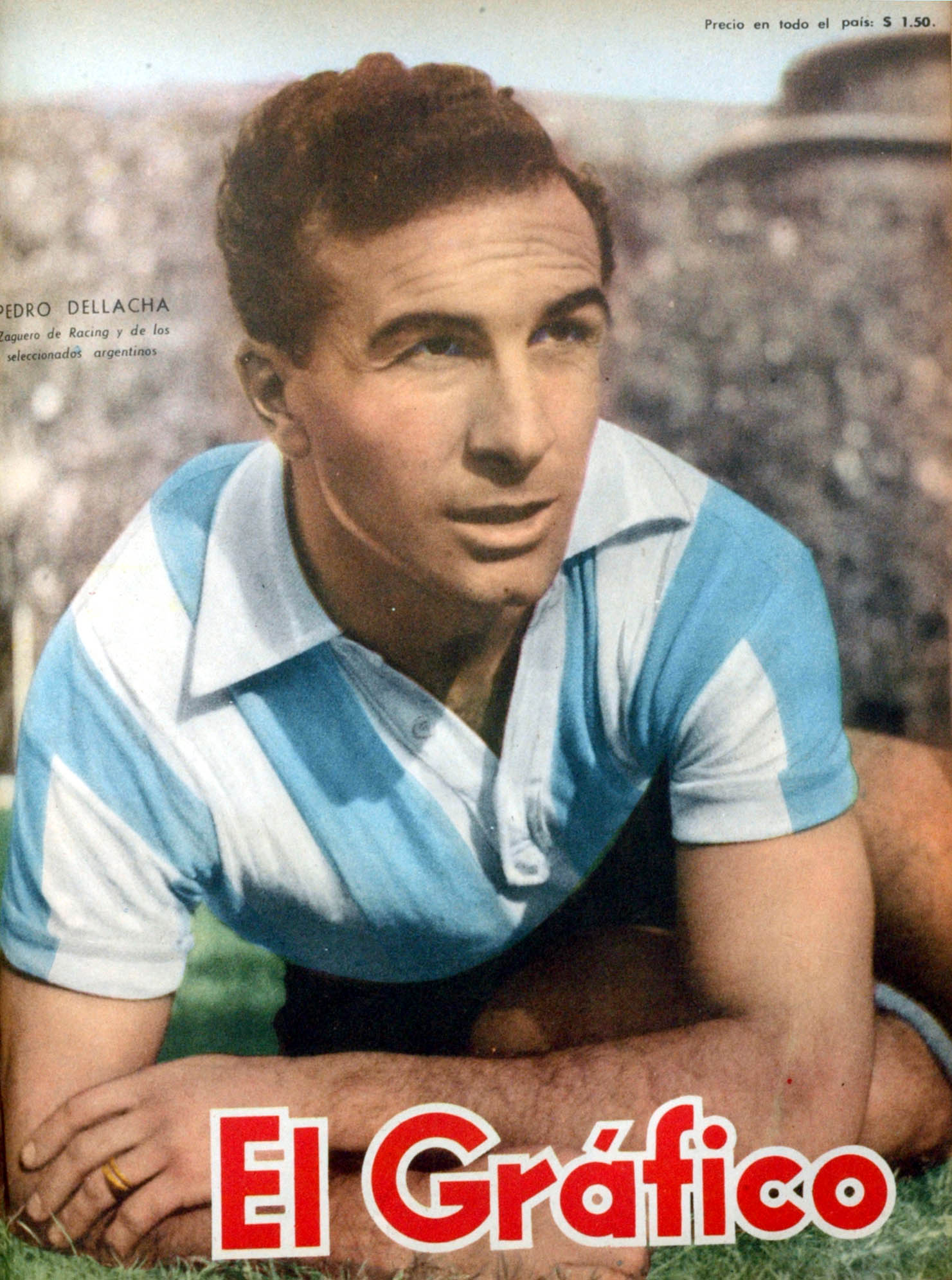
Педро Дельяча у журналі El Gráfico за 28 жовтня 1955 року (№ 1888).

У 1952 році Дельяча перейшов до клубу «Расінг» (Авельянеда) за 400 тисяч песо, за який він виступав до 1958 року, провівши за клуб 184 матчі і вигравши чемпіонат Аргентини в останній рік гри в команді. Більшість часу, проведеного у складі «Расінга», був основним гравцем команди. У 1953 році він знявся у фільмі про футболістів під назвою Син зірки.
1959 року перейшов до мексиканського клубу «Некакса», за який відіграв 6 сезонів. Завершив кар'єру футболіста виступами за команду «Некакса» у 1965 році.

## Виступи за збірну
1953 року дебютував в офіційних матчах у складі національної збірної Аргентини.
У складі збірної був учасником трьох поспіль чемпіонати Південної Америки — 1955 року у Чилі, 1956 року в Уругваї та 1957 року у Перу, здобувши на першому і третьому титул континентального чемпіона, а на другому команда здобула бронзові нагороди.
Після цього Педро поїхав з командою і на чемпіонат світу 1958 року у Швеції. де Аргентина не вийшла з групи. Дельяча був капітаном команди команду протягом усіх трьох ігор — проти Німеччини, Північної Ірландії та Чехословаччини.
Всього протягом кар'єри у національній команді, яка тривала 6 років, провів у її формі 35 матчів.

## Кар'єра тренера
Розпочав тренерську кар'єру відразу ж по завершенні кар'єри гравця, 1965 року, очоливши тренерський штаб клубу «Феррокаріль Оесте». Після цього тренував інші місцеві команди «Ланус» та «Сан-Лоренсо».
У 1970 році він став тренером клубу «Індепендьєнте» (Авельянеда), з яким досяг найбільшого успіху в тренерській кар’єрі. У 1971 році він виграв чемпіонат Аргентини, через рік здобув Кубок Лібертадорес.
В результаті гравцем зацікавились у Європі і того ж року він очолив іспанський клуб «Сельта Віго», втім повторити успіхи за океаном Дельяча не зумів, команда балансувала на межі зони вильоту з Прімери і після 28 туру його було звільнено, коли команда здобула лише 7 перемог та 8 нічиїх. 
В результаті 1974 року Педро повернувся у «Індепендьєнте», з яким 1975 року ще раз виграв Кубок Лібертадорес.
1976 року був запрошений керівництвом клубу «Расінг» (Авельянеда) очолити його команду, а наступного року відправився в Уругвай, де тренував столичний «Насьйональ», з яким виграв національний чемпіонат.
1978 року став головним тренером колумбійського «Мільйонаріоса» з Боготи, який теж привів до чемпіонського титулу.
Згодом протягом 1980—1981 років очолював тренерський штаб мексиканського клубу «Монтеррей», а 1986 року прийняв пропозицію попрацювати у клубі «Уракан» з Буенос-Айреса.
Останнім місцем тренерської роботи був мексиканський  клуб «Сантос Лагуна», головним тренером команди якого Педро Дельяча був з 1992 по 1993 рік.
Помер 31 липня 2010 року на 85-му році життя від хвороби Альцгеймера у геріатричній лікарні міста Вісенте-Лопес.

## Титули і досягнення

### Як гравця
- Чемпіон Аргентини (1):

«Расінг» (Авельянеда): 1958
- Володар Кубка Мексики (1):

«Некакса»: 1959/60
- Переможець чемпіонату Південної Америки (2):

Аргентина: 1955, 1957
- Бронзовий призер Чемпіонату Південної Америки (1):

Аргентина: 1956

### Як тренера
- Чемпіон Аргентини (1):

«Індепендьєнте»: 1971
- Чемпіон Уругваю (1):

«Насьйональ»: 1977
- Чемпіон Колумбії (1):

«Мільйонаріос»: 1978
- Чемпіон Перу (1):

«Альянса Ліма»: 1992
- Володар Кубка Лібертадорес (2):

«Індепендьєнте»: 1972, 1975